# Diana Greenidge
Diana Greenidge (1961) es una deportista británica que compitió en halterofilia. Ganó dos medallas de bronce en el Campeonato Europeo de Halterofilia, en los años 1993 y 1994.

## Palmarés internacional
| Campeonato Europeo | Campeonato Europeo | Campeonato Europeo | Campeonato Europeo |
| Año                | Lugar              | Medalla            | Categoría          |
| ------------------ | ------------------ | ------------------ | ------------------ |
| 1993               | Valencia (España)  | Medalla de bronce  | 59 kg              |
| 1994               | Roma (Italia)      | Medalla de bronce  | 59 kg              |